# Hitomi
Hitomi (Prefectura de Tochigi, Japón, 26 de enero de 1976) es una cantante de J-Pop, escritora de sus propias canciones, aparte de dueña y productor ejecutivo de su propio subsello discográfico en Avex. Aparte de haber incursionado como actriz. Su nombre de nacimiento es Hitomi Furuya (古谷仁美 Furuya Hitomi?), aunque en el periodo que estuvo casada entre el 2002 y el 2007 su apellido legal fue el de Uesugi (上杉?).

## Carrera

### Inicios
Desde 1993 Hitomi decide comenzar una carrera de modelaje para la revista de modas conocida como fine, para más tarde entrar dentro de la televisión en el programa Space Shower TV, con sólo 17 años. Aquí conoce al famoso productor y músico Tetsuya Komuro, quien le ofreció la oportunidad de comenzar una carrera como cantante.

### 1994 - 1999:GO TO THE TOP~h
El año siguiente la artista lanzó su primer sencillo, titulado "Let's Play Winter", producido por Komuro, y bajo el sello avex trax, pero no logró causar un gran impacto en el público japonés, y ni siquiera logró entrar a las listas de Oricon. Su segundo sencillo "WE ARE "LONELY GIRL"" corrió mejor suerte, y llegó como posición máxima al Top 60 de las listas niponas. Recién con su tercer sencillo "CANDY GIRL", canción imagen de uno de los productos de Kodak, que logra llegar al Top 15 de las listas, y éste es considerado su primer éxito en la industria.
Desde su debut en la música Hitomi quiso formar parte de todos los aspectos de su música; escribió sus propias canciones desde el comienzo, así como también coproducir ejecutivamente todos sus lanzamientos. Su primer álbum de estudio lanzado a finales de septiembre del 1995, GO TO THE TOP, alcanzó un éxito regular en su país, llegando al puesto número 3 de las listas de Oricon con poco más de 400 mil copias vendidas.
En 1996 su segundo álbum de estudio, by myself, se convirtió en un gran éxito y la catapultó a la fama masiva en su país, al convertirse en su primer trabajo que logra llegar al primer lugar de las listas de Oricon, vendiendo más de 800 mil copias. La carrera de Hitomi comenzó a dar más frutos, y consiguió que tres de sus primeros álbumes se acaparan en los primeros lugares de las listas de discos más vendidos. Con la ayuda y apoyo de Komuro, Hitomi también comenzó a madurar como cantante, adquiriendo de a poco el coraje para comenzar a escribir sus propias canciones.
A pesar de esto nunca se le consideró una máquina "hace-éxitos" dentro de la Familia Komuro, y en 1999 se alejó de su producción; las razones de la separación nunca fueron aclaradas, pero quizás también sea porque la artista quería explorar otros estilos distintos a los que Komuro tenía en mente para ella de pop sintetizado. Desde ese momento la cantante trabajó con los productores y arreglistas que ella estimó mejores.
El último sencillo de la cantante producido por la Familia Komuro fue el de "Sora", y tras el lanzamiento de su primera compilación de sencillos titulado "h" esta primera etapa fue cerrada.

### 2000 - 2004:LOVE LIFE~TRAVELER
Desde su debut Hitomi fue considerada una marioneta y también una "niña Pop" más dentro de los muchos artistas involucrados con Tetsuya Komuro, pero tras alejarse de su protección y comenzar en solitario, con un estilo Pop rock cada vez más osado, se comprobó todo lo contrario. Más tarde fue considerada el ejemplo de mujer independiente, y es considerada un ícono por mujeres de su misma generación, que la ven como un modelo a seguir. 
La evolución musical de Hitomi desde el Pop al Pop rock fue dándose poco a poco, pero tras alejarse de la influencia musical de los Komuro, este cambio se hizo aún más evidente. Su primer sencillo de esta nueva etapa fue el de "Progress", tema producido por el músico Ryo Yoshimata. Pero no fue hasta la llegada del nuevo milenio en que Hitomi alcanzaría la cima de sus capacidades como artista, escritora, compositora e intérprete, contando con la ayuda del músico y compositor de rock y neo-acoustic Zentarō Watanabe.
Su primer sencillo del año 2000, titulado "LOVE 2000", fue un gran éxito, posicionándose dentro de los primeros lugares de lo más vendido del país nipón. Así también su quinto álbum de estudio LOVE LIFE, lanzado el mismo año, entró al segundo lugar de las listas de Oricon, catalogándose así como uno de sus trabajos discográficos más exitosos.
El 2001 vio varios éxitos de Hitomi, como "IS IT YOU?", "I Am", que incluso llevó a hacerla conocida a nivel mundial, al ser escogida como opening del popular anime Inuyasha, y también "SAMURAI DRIVE", cover de CUNE. También este año Hitomi y Tetsuya Komuro vuelven a unirse en una canción titulada "My Planet", la cual fue incluida en el álbum de beneficencia song+nation, y desde ese momento jamás han vuelto a trabajar juntos.
En el ámbito de su vida personal en el año 2002 Hitomi contrajo matrimonio con uno de los exintegrantes de un grupo musical llamado Gas Boys de apellido Uesugi, pero la fecha del matrimonio se mantuvo en secreto, ya que Hitomi mantiene su vida privada bastante alejada de su carrera profesional. Poco después del matrimonio a la cantante le diagnosticaron la presencia de un tumor ovárico, lo que preocupó a muchos. Finalmente, Hitomi fue operada del tumor que resultó ser benigno, y con el tiempo llegó a recuperarse completamente. Su último lanzamiento el 2002 fue la segunda compilación de grandes éxitos SELF PORTRAIT, lanzada en septiembre, y posteriormente el 2003 con su compilación de b-sides titulada HTM ~TIARTROP FLES~, que fue su único lanzamiento discográfico de ese año.
Tras bastante tiempo alejada de la música, finalmente en el 2004 Hitomi regresa a la música con su álbum TRAVELER, que contó con dos sencillos promocionales lanzados anteriormente ese año: "Hikari" y el sencillo de doble cara-A "Kokoro no Tabibito/SPEED☆STAR". El álbum, considerado como su último disco donde primó la influencia del Rock en su música, llegó al puesto número 2 del Oricon, pero se convirtió también en su primer álbum que no logra superar las 100 mil unidades vendidas.

### 2005-presente:LOVE CONCENT~peace
La primera mitad del milenio destacó el estilo Pop rock, hasta que con su sencillo nº28 "Japanese girl", lanzado el 2005, Hitomi cambió su faceta acercándose nuevamente al Pop, pero con elementos de la Música electrónica más estilizados que los usó a los comienzos de su carrera. También este sencillo fue el primero lanzado dentro de LOVE LIFE RECORDS, el subsello personal de Hitomi que Avex creó exclusivamente para ella, en honor al cumplimiento de sus diez años en el entretenimiento. Ya como una artista adulta, con más de 10 años en el entretenimiento, que ya tiene su propio sello discográfico dentro de Avex, así que puede darse ciertos gustos, como ya hacer la música que ella decida. Se ha convertido en un ícono de la moda para sus fanáticos, principalmente mujeres de su misma generación que la ven como un modelo a seguir. También Hitomi es una apasionada por la música y la moda, tanto así que dedicó su gira Hitomi japanese girl collection 2005 ~LOVE，MUSIC，LOVE FASHION~ del año 2005 a estos dos conceptos.
Sus ventas han ido decayendo con el tiempo, pero ha experimentado fuertes recuperaciones, con su ejemplo más reciente el sencillo "GO MY WAY" del 2006, que tras bajas ventas de sus anteriores sencillos pudo repuntarse nuevamente al menos al interior de los 25 sencillos más vendidos de Oricon, alcanzando más de 21 mil copias vendidas. Todos los experimentos musicales que recientemente han marcado la carrera de Hitomi fueron planeados para su primer álbum en 2 años y medio, LOVE CONCENT del septiembre del 2006, donde también Hitomi debutó como compositora en algunos de los temas por primera vez.
Tras esto Hitomi dejó de hacer noticia por su música por un tiempo considerable, ya que se preparaba su debut como actriz en la película de terror Akumu Tantei (Detective Pesadilla) estrenada el 2007. donde coprotagonizó junto con el actor Ryuhei Matsuda. Los únicos lanzamientos de Hitomi musicalmente para este año es una colección de lujo titulada peace, que recopilará tanto musical como visualmente todos los trabajos de Hitomi como cantante. Poco después de anunciarse el lanzamiento de esta compilación, el 2 de noviembre del 2007 los medios anunciaron que Hitomi se había separado de su marido, tras 4 años de matrimonio.
Hitomi lanzó un nuevo sencillo en formato digital titulado Fight for Your Run☆, lanzado el 20 de agosto de 2008. Dio a luz a una bebita el 23 de diciembre de 2008.
En 11 de julio de 2008, anuncio en su blog que había contraído matrimonio, que estaba embarazada, Esto lo volvió a confirmar en el evento A-Nation 2008, que tuvo lugar en Ajinomoto Stadium el 30 de agosto de 2008.
En abril, Hitomi anunció su regreso a la música con un nuevo sencillo titulado WORLD! WIDE! LOVE!, éste saldrá a la venta el 20 de mayo de 2009, seguido de un nuevo disco inédito titulado Love Life 2. La cantante lanzará su noveno disco el día 10 de junio de 2009.

## Discografía

### Estudio
1. GO TO THE TOP (27 de septiembre de 1995) — #3
2. by myself (11 de septiembre de 1996) — #1
3. déjà-vu (12 de noviembre de 1997) — #2
4. d thermo plastic (13 de octubre de 1999) — #2
5. LOVE LIFE (13 de diciembre de 2000) — #2
6. huma-rhythm (30 de enero de 2002) — #1
7. TRAVELER (12 de mayo de 2004) — #2
8. LOVE CONCENT (27 de septiembre de 2006) — #13
9. Love Life 2   (10 de junio de 2009)

### Compilaciones
- h (24 de febrero de 1999) — #1
- SELF PORTRAIT (4 de septiembre de 2002) — #1
- HTM～TIARTROP FLES～ (16 de octubre de 2003) — #19

### Sencillos
1. Let's Play Winter (28 de noviembre de 1994) — no entró al chart
2. WE ARE "LONELY GIRL" (22 de febrero de 1995) — #61
3. CANDY GIRL (21 de abril de 1995) — #15
4. GO TO THE TOP (26 de julio de 1995) — #19
5. SEXY (28 de febrero de 1996) — #9
6. In the future / Shinin' On (22 de mayo de 1996) — #7
7. by myself (7 de agosto de 1996) — #7
8. BUSY NOW (9 de abril de 1997) — #4
9. problem (11 de junio de 1997) — #6
10. PRETTY EYES (1 de octubre de 1997) — #5
11. Sora (空?) (22 de abril de 1998) — #19
12. Progress (2 de diciembre de 1998) — #20
13. Someday (27 de enero de 1999) — #25
14. Kimi no Tonari (君のとなり?) (16 de junio de 1999) — #13
15. there is... (4 de agosto de 1999) — #17
16. Taion (体温?) (6 de octubre de 1999) — #19
17. LOVE 2000 (LOVE Nisen), 28 de junio de 2000) — #5
18. MARIA, 20 de septiembre de 2000) — #12
19. Kimi ni KISS (キミにKISS?) (8 de noviembre de 2000) — #9
20. INNER CHILD (18 de mayo de 2001) — #16
21. IS IT YOU? (22 de agosto de 2001) — #4
22. I am / innocence (24 de octubre de 2001) — #7
23. SAMURAI DRIVE (9 de enero de 2002) — #3
24. Understanding (14 de febrero de 2002) — #10
25. flow / BLADE RUNNER (21 de agosto de 2002) — #9
26. Hikari (ヒカリ?) (11 de febrero de 2004) — #16
27. Kokoro no Tabibito (心の旅人?) / SPEED☆STAR (28 de abril de 2004) — #27
28. Japanese girl (1 de junio de 2005) — #17
29. Love Angel (24 de agosto de 2005) — #34
30. CRA“G”Y☆MAMA (23 de noviembre de 2005) — #46
31. GO MY WAY (10 de mayo de 2006) - #22
32. AI NO KOTOBA (アイ ノ コトバ?) (13 de septiembre de 2006) - #49
33. WORLD! WIDE! LOVE! (20 de mayo de 2009)

### DVD
- nine clips (29 de marzo de 2000)
- nine clips 2 (7 de marzo de 2001)
- LIVE TOUR 2001 LOVE LIFE (22 de agosto de 2001)
- PLUS (プラス?) (nine clips + nine clips 2) (13 de marzo de 2002)
- Hitomi LIVE TOUR 2002 huma-rhythm (4 de septiembre de 2002)
- frozen in time (4 de diciembre de 2002)
- Hitomi live tour 2004 TRAVELER (29 de septiembre de 2001)
- Hitomi 2005 10TH ANNIVERSARY LIVE THANK YOU (1 de junio de 2005)
- Hitomi japanese girl collection 2005～LOVE，MUSIC，LOVE FASHION～ (23 de noviembre de 2005)

### VHS
- nine clips (29 de marzo de 2000)
- nine clips 2 (7 de marzo de 2001)
- LIVE TOUR 2001 LOVE LIFE (22 de agosto de 2001)